# Église Saint-Sulpice de Banize
Pour les articles homonymes, voir Église Saint-Sulpice.
L'église Saint-Sulpice est une église située à Banize, dans le département de la Creuse en France. Construite au XIIIe siècle, elle est classée au titre des monuments historiques en 2007.

## Localisation
L'église est située sur la commune de Banize dans le département français de la Creuse en région Nouvelle-Aquitaine.

## Historique
L'église a été construite au XIIIe siècle.
L'édifice est classé au titre des monuments historiques en 2007.
En 2018, l'église fait partie des trois monuments du département de la Creuse sélectionnés pour le loto du patrimoine,.
Des travaux entrepris en 2020 ont permis de dégager des peintures murales qui étaient cachées sous un badigeon. Ces peintures médiévales datent d'environ 1300 pour les plus anciennes et d'environ 1500 pour les plus récentes.

## Description

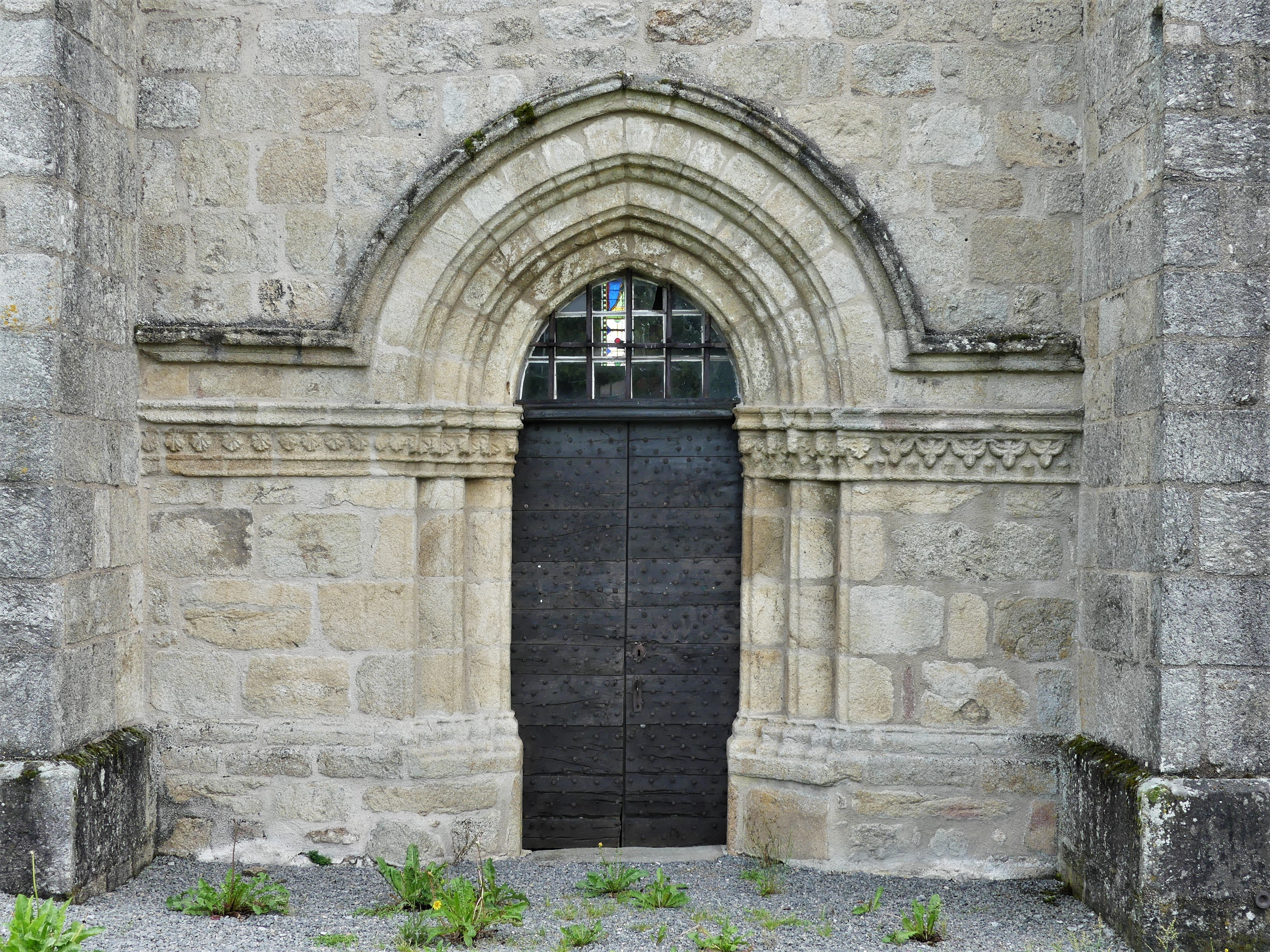
Le portail.
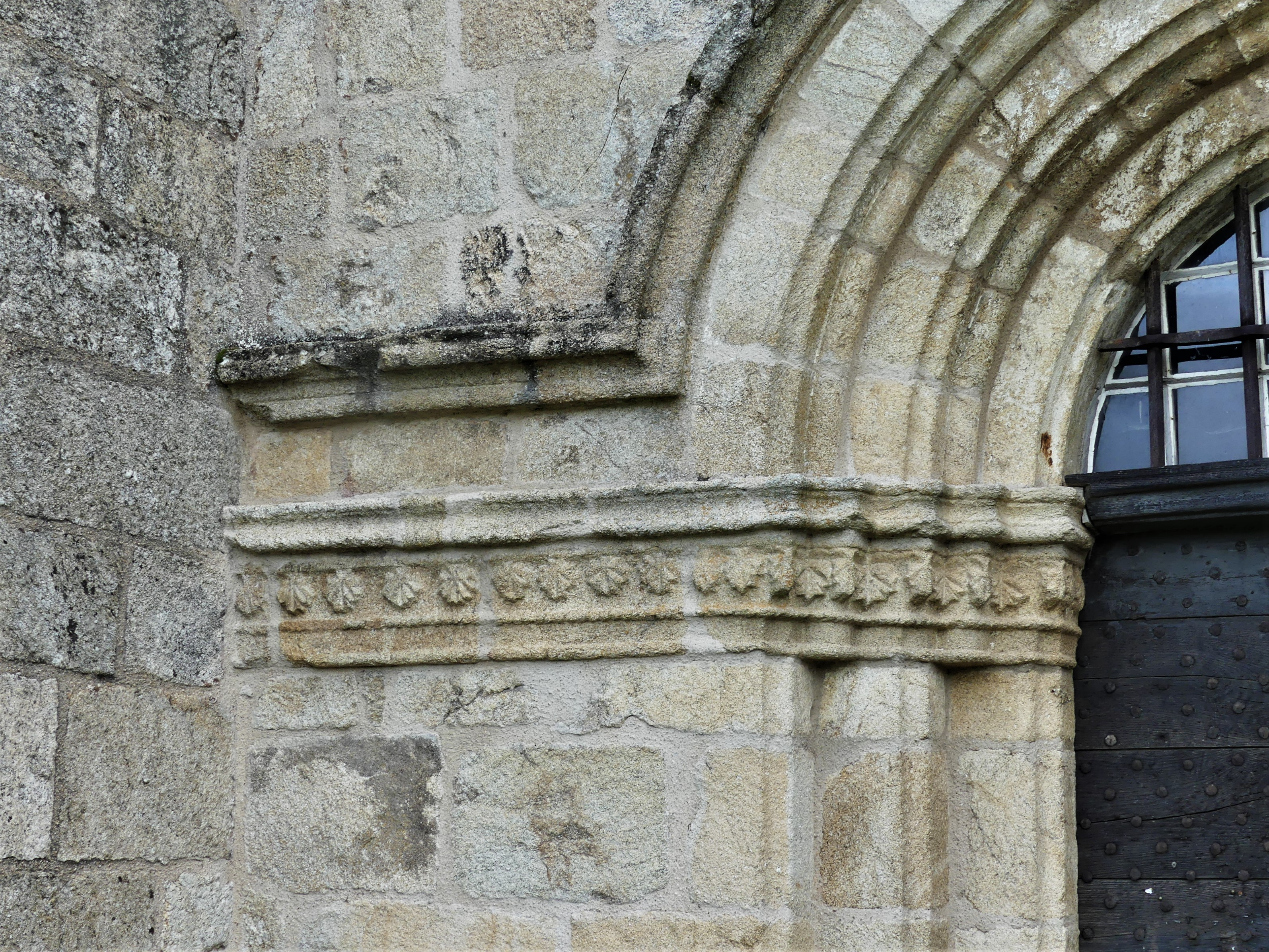
Chapiteaux du portail.
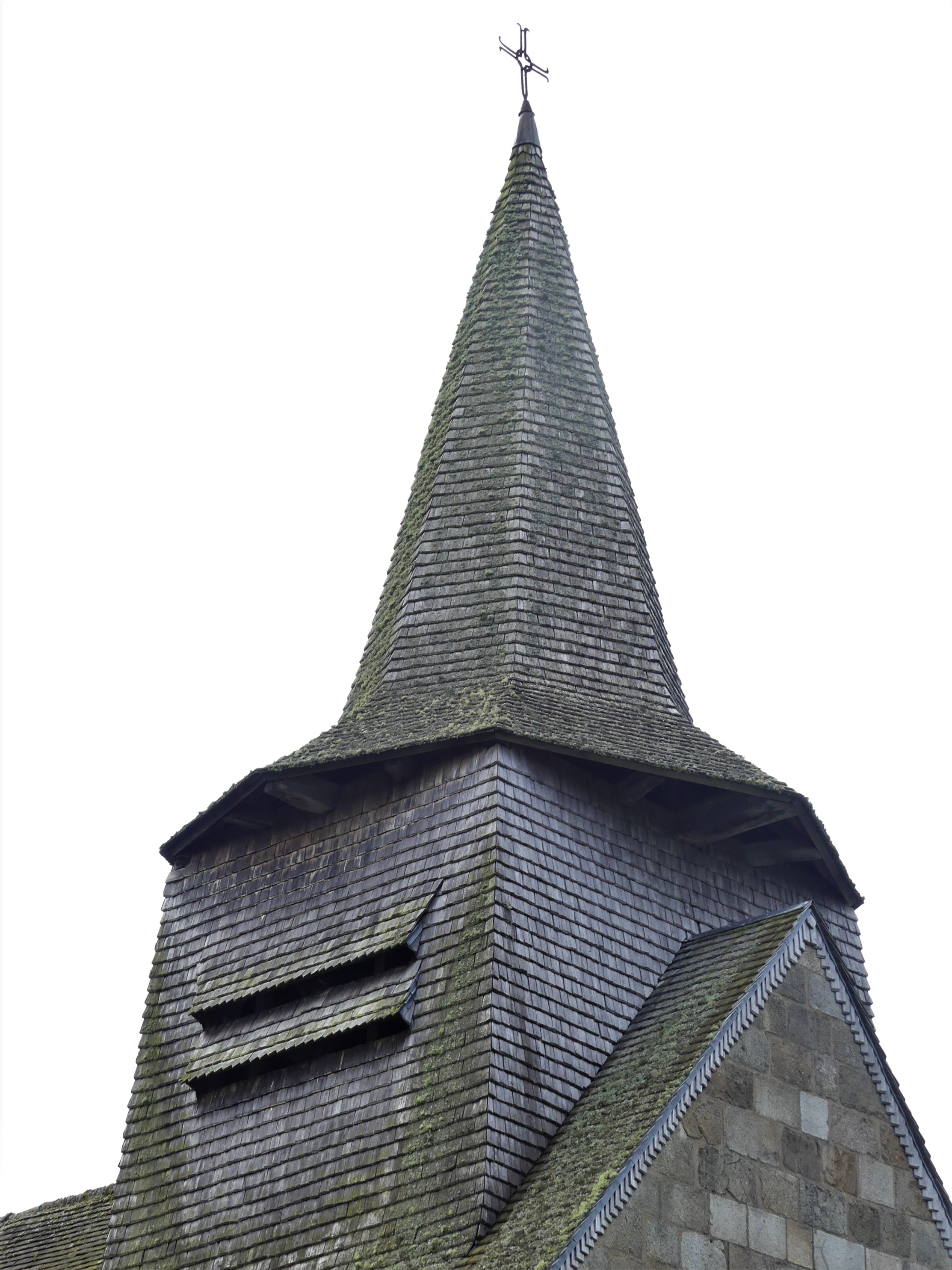
Le clocher.
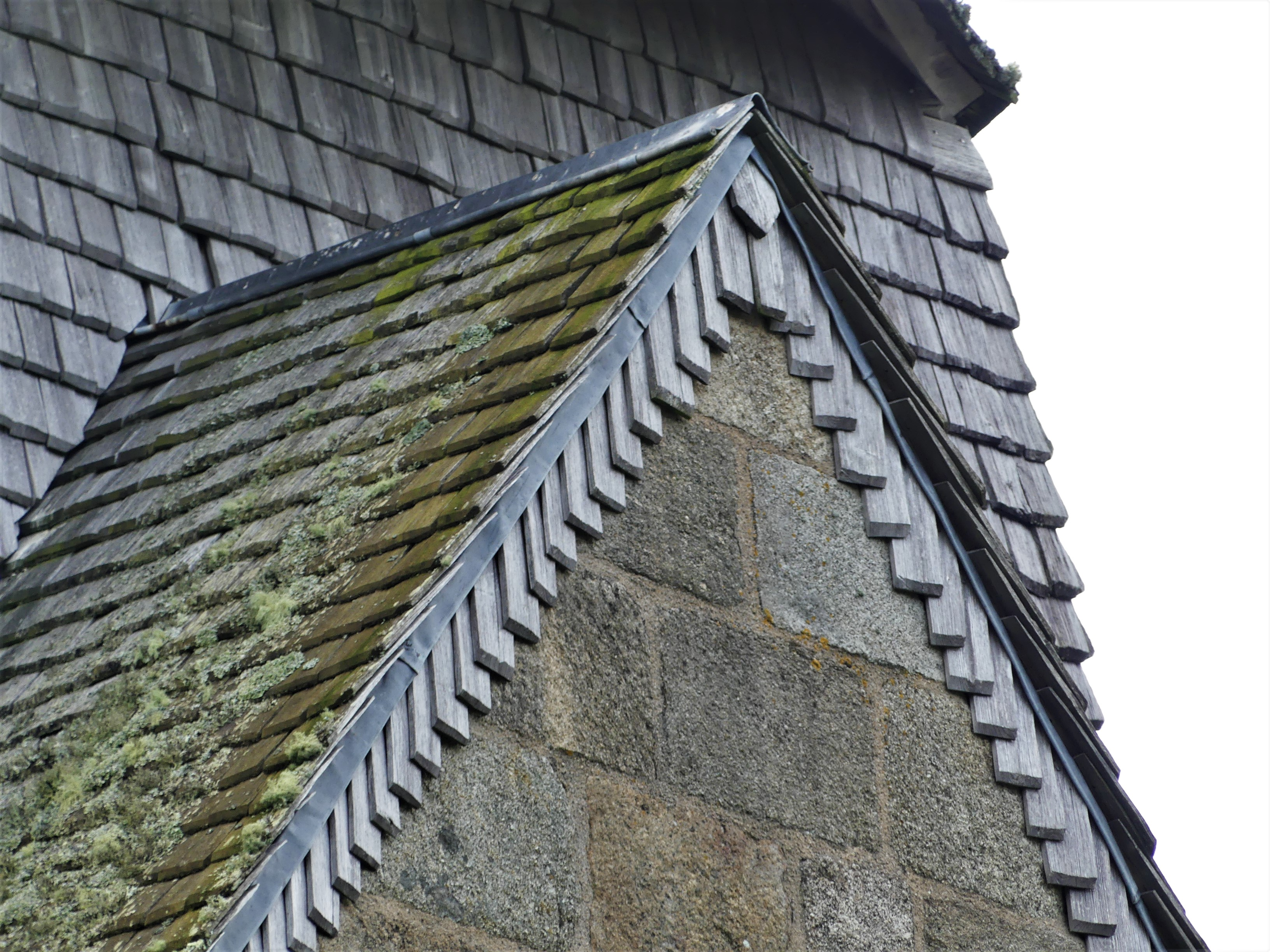
Bardeaux du clocher.
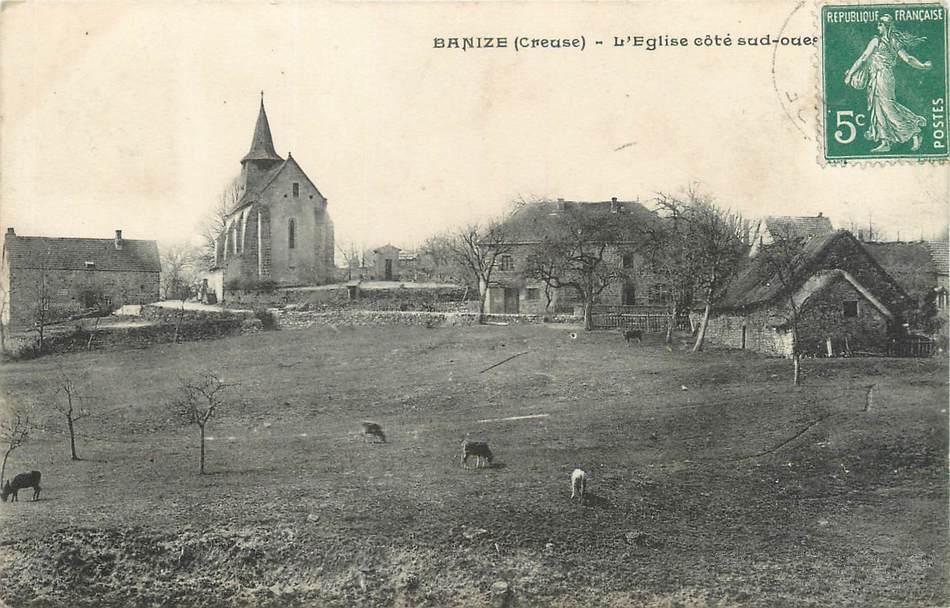
Carte postale de l'église vers 1910.